# Суслопаров Олександр Олександрович
Олекса́ндр Олекса́ндрович Суслопа́ров (25 листопада 1978 — 16 січня 2015) — солдат Збройних сил України. Учасник війни на сході України.

## Життєпис
У часі війни — навідник, 17-та окрема танкова бригада.
О 14-й годині 16 січня 2015-го на блокпосту біля Сіверського Дінця під Станицею Луганською чоловік віком 65—70 років, що назвався місцевим мешканцем, подарував військовикам 3-літрову банку меду й пішов, подякувавши за службу. Коли бійці банку відкривали, у ній спрацював вибуховий пристрій. Суслопаров від вибуху загинув на місці.
Без Олександра лишилася дружина (на той час при надії) та четверо дітей — три хлопчики й дівчинка.
26 січня 2015-го похований у Кривому Розі, в місті оголошено день смутку.
У червні 2015-го Любов Суслопарова народила сина Матвія.

## Нагороди та вшанування
- Указом Президента України № 282/2015 від 23 травня 2015 року, «за особисту мужність і високий професіоналізм, виявлені у захисті державного суверенітету та територіальної цілісності України, вірність військовій присязі», нагороджений орденом «За мужність» III ступеня (посмертно)[1].
- Нагороджений відзнакою м. Кривий Ріг «За заслуги перед містом» 3 ст. (посмертно).
- Вшановується в меморіальному комплексі «Зала пам'яті», в щоденному ранковому церемоніалі 16 січня[2][3].